# Landschaftsschutzgebiet Seehamer See mit Wattersdorfer Moor
Koordinaten: 47° 50′ 59″ N, 11° 50′ 49″ O

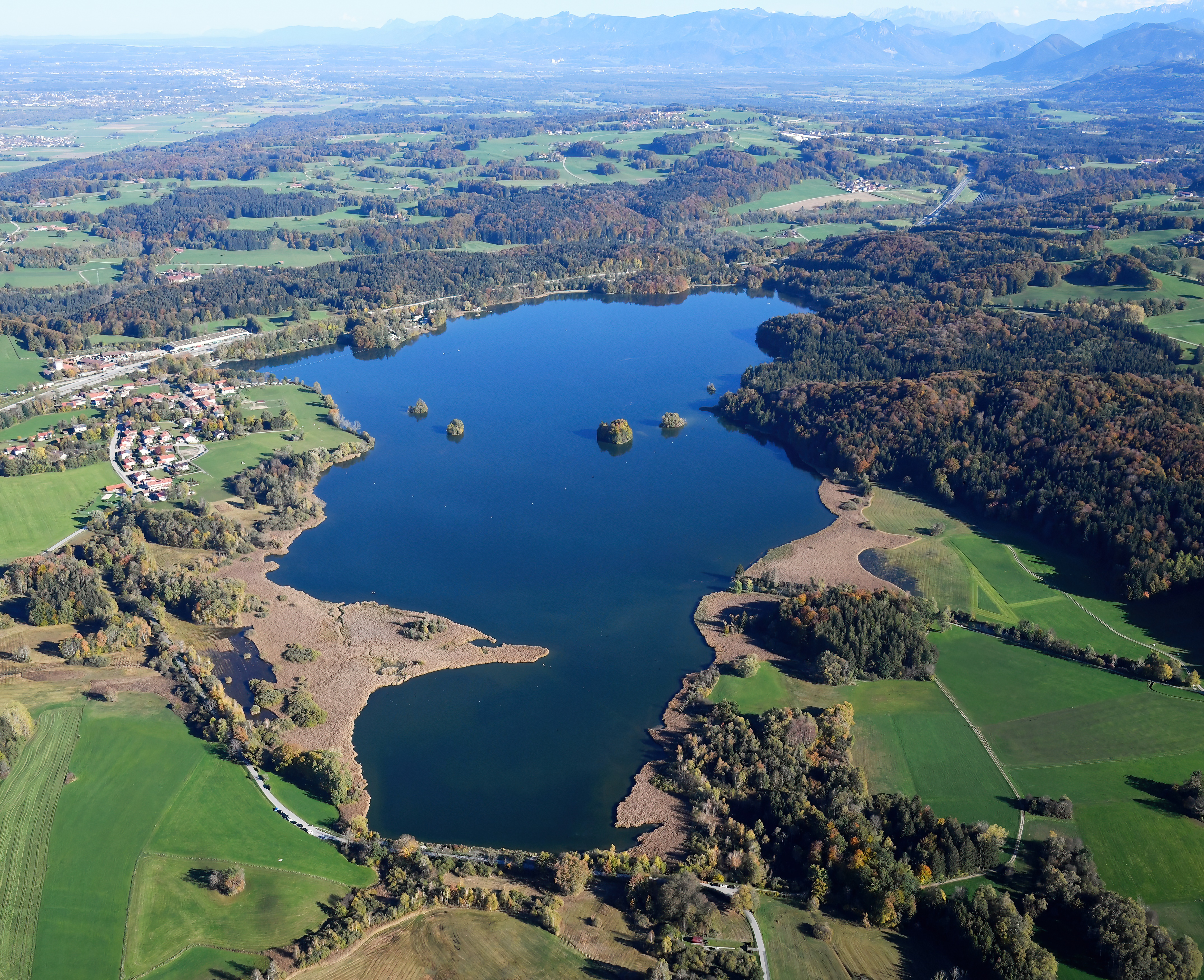
Luftbild des Seehamer Sees (Ansicht von Westen; 2022)

Das Landschaftsschutzgebiet Seehamer See mit Wattersdorfer Moor liegt im oberbayerischen Landkreis Miesbach. 
Das aus zwei Teilflächen bestehende 532,5 ha große Gebiet, das im Jahr 1989 unter der Nr. LSG-00434.01 als Landschaftsschutzgebiet ausgewiesen wurde, erstreckt sich auf dem Gebiet der Gemeinden Irschenberg und Weyarn zu beiden Seiten der Kreisstraße MB 17 und der Kreisstraße MB 18. Im Gebiet, südlich des Weyarner Gemeindeteils Großseeham, liegt der 147 ha große Seehamer See. Am nordwestlichen Rand des Gebietes verläuft die A 8, nördlich erstreckt sich das 91,0 ha große Landschaftsschutzgebiet Untere Leitzach.